# خانواده کاپور
خانواده کاپور (به انگلیسی: Kapoor family) یک خانواده سرشناس هندی است که در زمینه سینما فعالیت می‌کنند.

### نسل اول
- پریتویراج کاپور – اولین عضو خانواده که وارد بالیوود شد.
- تریلوک کاپور فرزند دوم باشواماث کاپور و برادر پریتویراج کاپور

### نسل دوم
- راج کاپور – فرزند بزرگ پریتویراج کاپور که با کریشما مالهوترا ازدواج کرد.
- شامی کاپور – فرزند دوم پریتویراج کاپور که با گیتا بالی ازدواج کرد.
- شاشی کاپور – کوچکترین پسر پریتویراج کاپور که با جنیفر کندال ازدواج کرد.

### نسل سوم
- راندهیر کاپور – بزرگترین فرزند راج کاپور که با بابیتا ازدواج کرد.
- ریتو ناندا دختر بزرگ راج کاپور
- ریشی کاپور – دومین فرزند راج کاپور که با نیتو سینگ ازدواج کرد.
- ریما کاپور - دختر دوم راج کاپور
- راجیو کاپور – پسر کوچک راج کاپور
- آدیتیا روی کاپور – پسر شامی کاپور
- کاران کاپور – فرزند بزرگ شاشی کاپور
- کونال کاپور – فرزند جوان شاشی کاپور
- سانجانا کاپور – دختر شاشی کاپور

### نسل چهارم
- کاریسما کاپور — دختر بزرگ راندهیر کاپور و بابیتا.
- کارینا کاپور — دختر کوچک راندهیر کاپور و بابیتا که با سیف علی خان ازدواج کرد.
- ریدهیما کاپور - دختر ریشی کاپور.
- رانبیر کاپور — پسر ریشی کاپور که با آلیا بهات ازدواج کرد.
- نیکهل ناندا پسر ریتو ناندا و راجان ناندا که با دختر آمیتاب باچان ازدواج کرد.
- نیتاشا ناندا — پسر ریتو ناندا و راجان ناندا
- آرمان جین — پسر بزرگ ریما جین و منوج جین
- آدار جین- پسر کوچک ریما جین و منوج جین
- شیوانی کاپور - دخترعموی کارینا و کاریسما
- زهان کاپور- پسرعموی کارینا و کاریسما
- شایرا کاپور- دخترعموی کارینا و کاریسما

## عکس خانواده

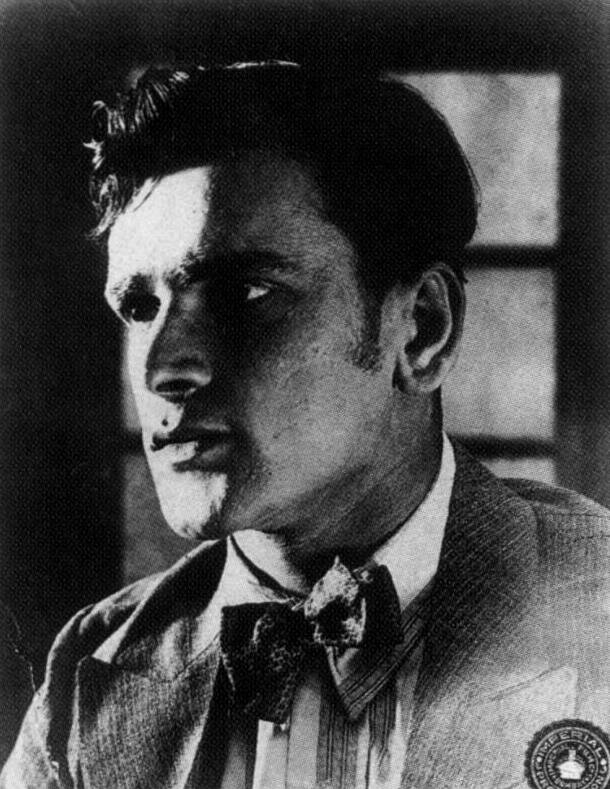
پریتویراج کاپور
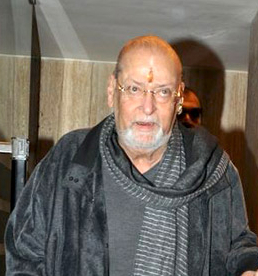
شامی کاپور
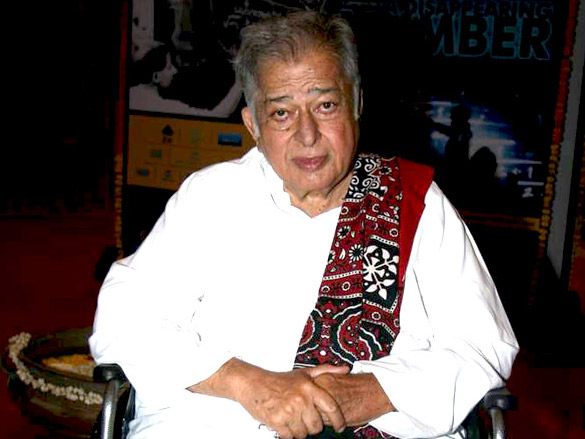
شاشی کاپور
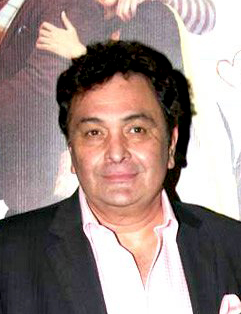
ریشی کاپور
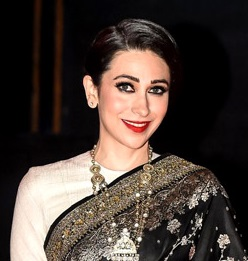
کاریسما کاپور
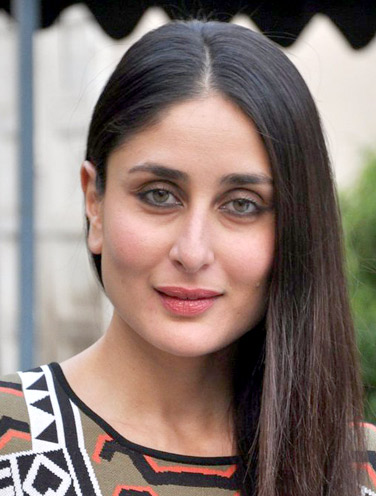
کارینا کاپور
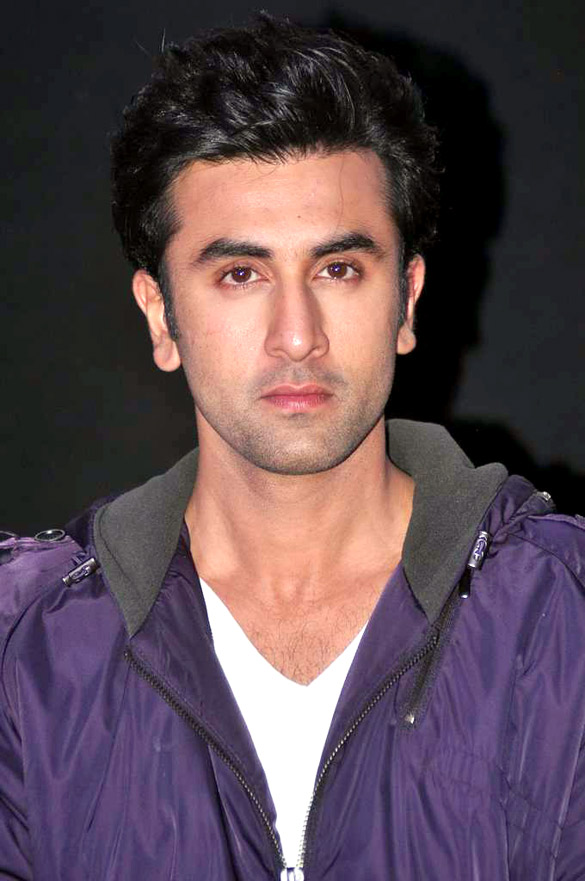
رانبیر کاپور
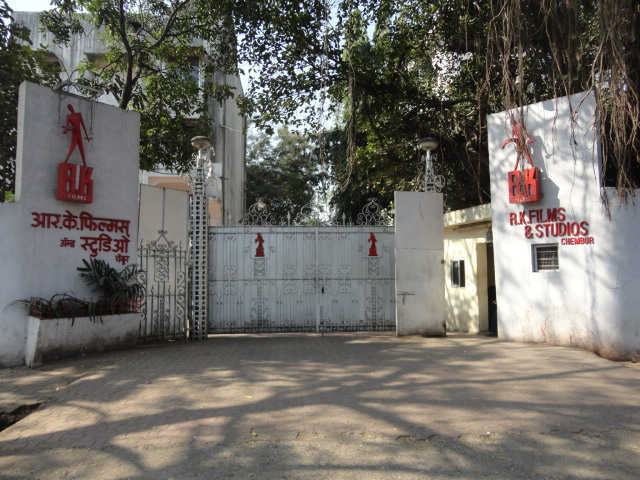
آر.کی فیلم و پی.کی استودیو، بمبئی.